# Clo (Einheit)
Das Clo ist die veraltete Maßeinheit für den Kehrwert des Wärmeübergangskoeffizienten und wurde vor allem in der Textilindustrie verwendet.
1 Clo = 0,155 K·Meter²/Watt